# 嘉弥真新也
嘉弥真 新也（かやま しんや、1989年11月23日 - ）は、沖縄県石垣市出身の元プロ野球選手（投手）。左投左打。

## 経歴

### プロ入り前
沖縄県石垣市白保出身。白保小学校4年時から野球を始め、中学までは軟式野球でプレーをした。石垣島には高校が3校しか無い中、のちに大嶺祐太を擁して離島旋風を巻き起こした八重山商工高校があったものの、入試に落ちたくなかったこと、八重山商工に好選手が集まっていたこと、幼馴染みの好選手・長間翔悟が八重山農林への進学を決めたことを理由に、八重山農林高校へ進学した。
同校では硬式野球部に入部し、2年夏からベンチ入り。長間がいたこともあって外野手兼2番手投手としてプレーし、3年夏の県大会では初戦で5打数4安打を記録。投手としては2点リードの8回無死満塁から登板するも、9回二死から同点に追いつかれ、延長11回には勝ち越しを許して1回戦敗退となった。
高校卒業後、2008年に不動産管理会社のビッグ開発（那覇市）に入社。同社硬式野球部のビッグ開発ベースボールクラブは同年に創部したばかりであり、その一期生となった。2年目には2名の投手が加入し、嘉弥真の立場は4 - 5番手格にまで落ちたが、同期捕手の宮里伊吹木がチームの主将となり、投手陣に厳しい練習が課されると、ストレートの球速がコンスタントに130km/hを超えるようになり、チームのエース格までのし上がった。
在籍3年目の2010年3月、交流のため亜細亜大学の東風平キャンプへ参加すると、同大学の生田勉監督の目に留まり、生田がJX-ENEOSの大久保秀昭監督へ連絡を入れ、8月に同社の本拠地川崎市で練習に参加することになった。5月の都市対抗沖縄県1次予選では、敗者復活代表決定戦で前年本大会出場の沖縄電力を相手に9回2失点完投勝利を収めた。10月の西日本クラブカップでは優勝を果たし、MVPを獲得した。この活躍に加え、前述のJX-ENEOSでの練習で高い評価を得たこともあり、12月に同社へ移籍した。正社員ではなく契約社員待遇で、かつ野球部の寮に入寮が出来なかったものの、かえって気楽に生活ができると嘉弥真自身は思っていた。
2011年、東日本大震災の影響で多くの公式戦が中止となったが、9月の秋季神奈川県企業大会の東芝戦で1安打完封と快投し、福岡ソフトバンクホークススカウトの田口昌徳が高く評価した。10月の第82回都市対抗野球大会では、王子製紙との初戦で4回途中から2番手として登板したものの、チームは1回戦敗退となった。
10月27日、プロ野球ドラフト会議でソフトバンクから5位指名を受けた。11月25日に契約金3000万円、年俸1000万円（金額はいずれも推定）で入団に合意した。背番号は57。

### ソフトバンク時代
2012年は開幕二軍スタートとなったが、金澤健人の離脱を受け、5月2日に出場選手登録されると、4日の東北楽天ゴールデンイーグルス戦の8回二死一・三塁という場面でプロ初登板となり、1回1/3を無失点に抑えた。ただ、その後は2試合連続で1失点を喫すると、5月16日の東京ヤクルトスワローズ戦では2回4安打3四球6失点（自責点4）と大きく崩れ、翌17日に出場選手登録を抹消された。7月19日にHARD OFF ECOスタジアム新潟で行われたフレッシュオールスターゲームに4番手で登板し、5回裏の1イニングを無失点に抑えた。しかし、抹消後は再び一軍へ昇格することなくシーズンを終え、一軍登板は4試合にとどまった。オフにプエルトリコのウィンターリーグへ派遣され、7試合に先発した。
2013年も開幕を二軍で迎えたが、ウエスタン・リーグでは5月度のファーム月間MVPを受賞するなど、同リーグ14試合の登板で6勝1敗・防御率0.71と結果を残し、5月31日に出場選手登録。7月15日の千葉ロッテマリーンズ戦では4回裏二死満塁から登板し、無失点投球を続けるとチームが6回表に5点を奪って逆転。6回裏もマウンドに上がり、2回1/3を無失点の好投でプロ初勝利を挙げた。8月2日の埼玉西武ライオンズ戦では同点の延長11回表に登板し、二死一・二塁で降板となったが、代わった柳瀬明宏が後続を断ち、プロ初ホールドが記録された。中継ぎで好投を続けると先発ローテーションの再編に伴い、同23日の西武戦ではプロ初先発が予定されていたものの、雨天中止で試合が流れ、中継ぎに戻った。9月19日の楽天戦でプロ初先発となり、5回4安打2失点と好投したが勝敗は付かなかった。その後は再び中継ぎに戻り、一軍昇格後は一度も登録抹消されることなくシーズンを終え、40試合（1先発）の登板で3勝1敗4ホールド・防御率2.32を記録。秋季キャンプ中には秋山幸二監督から先発転向を通達された。
2014年は1月15日に自主トレ先のグアムから電話で加藤伸一投手コーチに「自信のある中継ぎで勝負したい」と希望を伝えた。中継ぎとして自身初の開幕一軍入りを果たし、ブルペンの一角を担っていたが、8月に入ると2試合連続で3安打を打たれて失点を喫し、8月15日に出場選手登録を抹消された。9月25日に再登録となるも、同30日に登録抹消となり、この年は32試合の登板で2敗1ホールド・防御率3.19という成績となった。
2015年も中継ぎとして開幕を一軍で迎えたが、4月17日に出場選手登録を抹消された。5月26日に再登録されるも、7月12日に再び登録抹消。その後も再登録と抹消を2度繰り返し、この年は登板が16試合と前年から半減し、1ホールド・防御率4.20に終わった。
2016年は3年連続となる開幕一軍入りを果たしたが、4月14日に出場選手登録を抹消された。7月31日に再登録されるも、8月7日に登録抹消となり、この年は5試合の登板に終わり、防御率も8.59と振るわなかった。オフの秋季キャンプでは投球フォームをスリークォーターからサイドスローに変更し、契約更改では500万円減となる推定年俸2000万円でサインした。
2017年は前年オフに森福允彦がFAで読売ジャイアンツへ移籍し、空いた左の中継ぎ枠を飯田優也と争い、開幕一軍入りを果たした。開幕から16試合で防御率0.71を記録していたが、5月に入り4試合連続で左打者に安打を打たれ、5月18日に出場選手登録を抹消された。それでも6月13日に再登録されると、同28日・29日の北海道日本ハムファイターズ戦では2日連続で満塁のピンチを抑え、7月5日のオリックス・バファローズ戦では4年ぶりの一軍勝利を挙げるなど、ブルペンの一角を担った。先発陣が振るわず、登板過多な状況が続いていたこともあり、8月以降は成績を落としたものの、この年は58試合の登板で2勝14ホールド・防御率2.76を記録し、リーグ優勝に貢献。その後は楽天とのCSファイナルステージでポストシーズン初登板を果たし、横浜DeNAベイスターズとの日本シリーズにも登板した。12月8日の契約更改交渉では保留し、予定された記者会見も拒否したが、同20日の2度目の契約更改交渉では倍増となる推定年俸4000万円でサインした。
2018年は5年連続で開幕一軍入りし、6月24日のオリックス戦から9月24日の日本ハム戦にかけて31試合連続無失点（自責点は5月24日の西武戦から42試合連続で0）を記録した。しかし、優勝を争う西武との直接対決となった9月27日の試合では秋山翔吾に逆転3点本塁打を許し、無失点記録が途切れた。その後は調子を落とし、防御率が悪化したものの、この年は67試合の登板で2勝1敗25ホールド・防御率2.45を記録。ポストシーズンでは復調し、日本ハム・西武とのクライマックスシリーズでは計3試合、広島東洋カープとの日本シリーズでは5試合に登板し、いずれも無失点に抑え、チームの2年連続日本一に貢献。オフに倍増となる推定年俸8000万円で契約を更改した。
2019年は春季キャンプ第1クールに股関節の違和感を訴えて調整が遅れ、開幕一軍入りこそ果たしたが、沖縄セルラースタジアム那覇で開催され、初の凱旋登板となった5月21日の西武戦では1/3回を投げて2失点。これが5試合連続の失点となり、開幕から15試合で防御率7.71と振るわず、同23日に出場選手登録を抹消された。しかし6月12日に再登録されると、同18日のヤクルト戦ではプロ初セーブを記録するなど再登録後は復調し、この年は54試合の登板で2勝2敗19ホールド1セーブ・防御率2.61を記録。楽天・西武とのクライマックスシリーズ、巨人との日本シリーズとポストシーズンでも左殺しの役割を全うし、チームの3年連続日本一に貢献した。オフの11月に開催された第2回WBSCプレミア12の日本代表に選出され、同大会でも左殺しのスペシャリストとして世界一に貢献した。地元・沖縄のセルラースタジアム那覇で開催された同大会のカナダ戦では投手交代で自身の名前がコールされた際に大歓声が上がっており、本人は引退に際してこの場面を「印象に残っているシーン」として挙げている。オフに3000万増となる推定年俸1億1000万円で契約を更改した。
2020年は新型コロナウイルスの影響で開幕が延期し、試合数も減ることになったが、球団左腕史上初の「4年連続50試合登板＆防御率2点台以下」を目標にシーズンを迎えた。開幕から一度も登録抹消されることなくブルペンを支え、複数失点を喫したのは10月30日の西武戦のみとシーズンを通して安定した投球を披露。この年は50試合の登板で3勝1敗18ホールド・防御率2.10と好成績を収め、目標としていた球団左腕史上初の記録を達成し、チームの3年ぶりリーグ優勝に大きく貢献。ロッテとのクライマックスシリーズ、巨人との日本シリーズでも左殺しとしてチームの4年連続日本一に貢献し、オフに3000万増となる推定年俸1億4000万円で契約を更改した。
2021年は8年連続で開幕一軍入りし、4月23日に国内FA権を取得。開幕からフル回転の働きを見せていたが、6月に入ると調子を落とし、前半戦はリーグ最多の42試合に登板するも防御率4.18。8月29日のオリックス戦で5年連続50試合登板を達成したが、後半戦9試合の登板で防御率15.43と不調が続き、9月3日に出場選手登録を抹消された。同19日に再登録となり、10月5日の楽天戦では通算100ホールドを達成するも、出塁を多く許す不安定なピッチングが続き、同15日に再び出場選手登録を抹消され、この年は58試合の登板で1勝19ホールド・防御率4.71という成績に終わった。オフの動向が注目されていたが、12月3日に国内FA権を行使せずに2年契約で残留することを表明。同20日の契約更改交渉で2000万円増となる推定年俸1億6000万円プラス出来高の2年契約にサインをした。
2022年も開幕一軍入りし、6月4日の中日ドラゴンズ戦で1失点を喫するまで、開幕から21試合連続無失点を記録。ただ、続く同11日のヤクルト戦で村上宗隆のワンポイントとして登板するも、逆転満塁本塁打を打たれ、6月27日には新型コロナウイルス陽性判定を受けて出場選手登録を抹消された。7月17日の二軍戦で実戦復帰、同29日に一軍復帰を果たし、離脱前を含めて28試合連続無失点を記録。シーズン終盤は役割を果たせない登板が目立ったものの、この年はチーム最多の56試合に登板し、28ホールド・防御率0.99を記録した。
2023年は10年連続となる開幕一軍入りを果たし、4月28日には海外FA権を取得した。しかし、シーズン初登板では1安打1四球で一死も奪えずに降板するなど、役割を果たせない登板が目立ち、13試合の登板で防御率6.43という成績で5月21日に出場選手登録を抹消された。抹消後は二軍でも苦しみ、6月1日に再登録されたが、同3日の広島戦では2点ビハインドの7回裏から登板し、1回1安打2四球2失点。6月6日に出場選手登録を抹消されると、左肩の違和感によりリハビリ組で調整した期間があった。7月15日に再登録されるも、1試合に登板したのみで同25日に登録抹消。9月9日に再登録されると、体調不良で離脱した期間がありながらも、ポストシーズンまで一軍に帯同した。ただ、CSファーストステージ第1戦では5回裏のイニング途中から登板し、2点差まで追い上げた直後の6回裏も続投したが、3連打を打たれてチームは致命的な3点を失うなど振るわず、レギュラーシーズン成績も23試合の登板で1勝7ホールド・防御率5.25に終わり、10月22日に戦力外通告を受けた。

### ヤクルト時代
2023年11月17日、東京ヤクルトスワローズが基本的合意に至ったと発表した。28日、入団会見に臨み、背番号は49に決まった。推定年俸は前年の8分の1の額となる2000万円。
2024年はわずか9試合の登板にとどまり、4.1イニングを投げて防御率14.54と全く振るわなかった。二軍では29試合に登板したが、本人曰く「自分が納得いく抑え方が出来なかった。体は元気だが、つかんだ感覚がなく、何が（不調の）原因だったのか気づけずに終わってしまった」という。同年限りで2年連続となる戦力外通告を受けた。11月15日に現役引退を表明した。

### 現役引退後
引退後は単身赴任していた東京から家族のいる福岡へ戻り、ソフトバンクのアカデミーコーチに就任した。

## 選手としての特徴
左サイドスローから最速146km/hのストレートとスライダー・シュートなど変化球を投げる。
サイド転向前、ナックルボールのように不規則な軌道で沈む嘉弥真ボールを決め球としていた。右打者へのインコース攻めに有効で、人差し指と中指を内側に折り曲げ、親指、薬指、小指の3本で支える独特の握りで、球の変化は自身にもわからない球と述べている。
2001年の第73回選抜高等学校野球大会にて宜野座高校が使用し、話題となった宜野座カーブの使い手でもあり、ビッグ開発ベースボールクラブ時代に、宜野座高校まで出向き伝授してもらった。
チェンジアップは2012年オフのプエルトリコウィンターリーグで習得した。

## 人物
父方の兄弟が12人兄弟で、親戚が200名以上いる大家族である。10歳年下の弟は、年の離れた兄である新也の影響で小学4年生から野球を始めており、兄が帰島した際にはよく2人でキャッチボールをしていたという。
2016年11月3日、同年7月に同郷の沖縄県出身の一般女性と入籍したことが報じられ、翌2017年1月14日、第1子となる長男が誕生した。
石垣島の実家には2023年、ショーケースが新設され、プロ初勝利のウィニングボールなどの記念ボールやチャンピオンリング、侍ジャパンの写真などが飾られている。また沖縄セルラースタジアム那覇で毎年開催されるホークスのシーズン公式戦では、家族や親戚約30人が「新也大応援団」を結成して応援していたという。

## 詳細情報

### 年度別投手成績
| 年 度      | 球 団        | 登 板 | 先 発 | 完 投 | 完 封 | 無 四 球 | 勝 利 | 敗 戦 | セ 丨 ブ | ホ 丨 ル ド | 勝 率 | 打 者 | 投 球 回 | 被 安 打 | 被 本 塁 打 | 与 四 球 | 敬 遠 | 与 死 球 | 奪 三 振 | 暴 投 | ボ 丨 ク | 失 点 | 自 責 点 | 防 御 率 | W H I P |
| ---------- | ------------ | ----- | ----- | ----- | ----- | -------- | ----- | ----- | -------- | ----------- | ----- | ----- | -------- | -------- | ----------- | -------- | ----- | -------- | -------- | ----- | -------- | ----- | -------- | -------- | ------- |
| 2012       | ソフトバンク | 4     | 0     | 0     | 0     | 0        | 0     | 0     | 0        | 0           | ----  | 23    | 4.1      | 6        | 0           | 5        | 0     | 0        | 2        | 0     | 0        | 8     | 6        | 12.46    | 2.54    |
| 2013       | ソフトバンク | 40    | 1     | 0     | 0     | 0        | 3     | 1     | 0        | 4           | .750  | 215   | 54.1     | 38       | 0           | 16       | 0     | 2        | 50       | 3     | 0        | 17    | 14       | 2.32     | 0.99    |
| 2014       | ソフトバンク | 32    | 0     | 0     | 0     | 0        | 0     | 2     | 0        | 1           | .000  | 164   | 36.2     | 44       | 3           | 9        | 1     | 1        | 40       | 2     | 1        | 14    | 13       | 3.19     | 1.45    |
| 2015       | ソフトバンク | 16    | 0     | 0     | 0     | 0        | 0     | 0     | 0        | 1           | ----  | 63    | 15.0     | 14       | 2           | 5        | 0     | 1        | 14       | 0     | 0        | 7     | 7        | 4.20     | 1.27    |
| 2016       | ソフトバンク | 5     | 0     | 0     | 0     | 0        | 0     | 0     | 0        | 0           | ----  | 36    | 7.1      | 9        | 4           | 4        | 0     | 1        | 8        | 1     | 0        | 7     | 7        | 8.59     | 1.77    |
| 2017       | ソフトバンク | 58    | 0     | 0     | 0     | 0        | 2     | 0     | 0        | 14          | 1.000 | 143   | 32.2     | 31       | 1           | 11       | 0     | 5        | 47       | 1     | 0        | 11    | 10       | 2.76     | 1.29    |
| 2018       | ソフトバンク | 67    | 0     | 0     | 0     | 0        | 2     | 1     | 0        | 25          | .667  | 129   | 33.0     | 17       | 3           | 11       | 1     | 2        | 28       | 0     | 0        | 11    | 9        | 2.45     | 0.85    |
| 2019       | ソフトバンク | 54    | 0     | 0     | 0     | 0        | 2     | 2     | 1        | 19          | .500  | 128   | 31.0     | 29       | 1           | 5        | 0     | 4        | 26       | 0     | 0        | 13    | 9        | 2.61     | 1.10    |
| 2020       | ソフトバンク | 50    | 0     | 0     | 0     | 0        | 3     | 1     | 0        | 18          | .750  | 117   | 30.0     | 18       | 1           | 10       | 0     | 2        | 33       | 0     | 0        | 7     | 7        | 2.10     | 0.93    |
| 2021       | ソフトバンク | 58    | 0     | 0     | 0     | 0        | 1     | 0     | 0        | 19          | 1.000 | 121   | 28.2     | 22       | 2           | 13       | 1     | 1        | 27       | 0     | 0        | 16    | 15       | 4.71     | 1.22    |
| 2022       | ソフトバンク | 56    | 0     | 0     | 0     | 0        | 0     | 0     | 0        | 28          | ----  | 109   | 27.1     | 18       | 1           | 11       | 1     | 1        | 22       | 0     | 0        | 3     | 3        | 0.99     | 1.06    |
| 2023       | ソフトバンク | 23    | 0     | 0     | 0     | 0        | 1     | 0     | 0        | 7           | 1.000 | 56    | 12.0     | 16       | 1           | 6        | 0     | 1        | 7        | 0     | 0        | 7     | 7        | 5.25     | 1.83    |
| 2024       | ヤクルト     | 9     | 0     | 0     | 0     | 0        | 0     | 0     | 0        | 1           | ----  | 24    | 4.1      | 12       | 0           | 0        | 0     | 0        | 4        | 0     | 0        | 7     | 7        | 14.54    | 2.77    |
| 通算：13年 | 通算：13年   | 472   | 1     | 0     | 0     | 0        | 14    | 7     | 1        | 137         | .667  | 1328  | 316.2    | 274      | 19          | 106      | 4     | 21       | 308      | 7     | 1        | 128   | 114      | 3.24     | 1.20    |

### WBSCプレミア12での投手成績
| 年 度 | 代 表 | 登 板 | 先 発 | 勝 利 | 敗 戦 | セ ｜ ブ | 打 者 | 投 球 回 | 被 安 打 | 被 本 塁 打 | 与 四 球 | 敬 遠 | 与 死 球 | 奪 三 振 | 暴 投 | ボ ｜ ク | 失 点 | 自 責 点 | 防 御 率 |
| ----- | ----- | ----- | ----- | ----- | ----- | -------- | ----- | -------- | -------- | ----------- | -------- | ----- | -------- | -------- | ----- | -------- | ----- | -------- | -------- |
| 2019  | 日本  | 3     | 0     | 0     | 0     | 0        | 3     | 1.0      | 0        | 0           | 0        | 0     | 0        | 2        | 0     | 0        | 0     | 0        | 0.00     |

### 年度別守備成績
| 年 度 | 球 団        | 投手  | 投手  | 投手  | 投手  | 投手  | 投手     |
| 年 度 | 球 団        | 試 合 | 刺 殺 | 補 殺 | 失 策 | 併 殺 | 守 備 率 |
| ----- | ------------ | ----- | ----- | ----- | ----- | ----- | -------- |
| 2012  | ソフトバンク | 4     | 1     | 1     | 0     | 0     | 1.000    |
| 2013  | ソフトバンク | 40    | 0     | 10    | 0     | 2     | 1.000    |
| 2014  | ソフトバンク | 32    | 2     | 13    | 0     | 0     | 1.000    |
| 2015  | ソフトバンク | 16    | 3     | 1     | 0     | 0     | 1.000    |
| 2016  | ソフトバンク | 5     | 1     | 2     | 0     | 0     | 1.000    |
| 2017  | ソフトバンク | 58    | 0     | 5     | 0     | 0     | 1.000    |
| 2018  | ソフトバンク | 67    | 1     | 12    | 0     | 0     | 1.000    |
| 2019  | ソフトバンク | 54    | 1     | 9     | 0     | 1     | 1.000    |
| 2020  | ソフトバンク | 50    | 1     | 4     | 1     | 0     | .833     |
| 2021  | ソフトバンク | 58    | 3     | 4     | 0     | 0     | 1.000    |
| 2022  | ソフトバンク | 56    | 1     | 8     | 1     | 1     | .900     |
| 2023  | ソフトバンク | 23    | 1     | 4     | 0     | 0     | 1.000    |
| 2024  | ヤクルト     | 9     | 0     | 3     | 0     | 1     | 1.000    |
| 通算  | 通算         | 472   | 15    | 76    | 2     | 5     | .978     |

### 背番号
- 57（2012年 - 2023年）
- 49（2024年[136]）

### 記録
初記録
- 初登板：2012年5月4日、対東北楽天ゴールデンイーグルス6回戦（福岡Yahoo! JAPANドーム）、8回表二死に4番手で救援登板・完了、1回1/3を無失点[152]
- 初奪三振：2012年5月10日、対オリックス・バファローズ9回戦（ほっともっとフィールド神戸）、7回裏に後藤光尊から空振り三振
- 初勝利：2013年7月15日、対千葉ロッテマリーンズ13回戦（QVCマリンフィールド）、4回裏に2番手で救援登板、2回1/3を無失点[2]
- 初ホールド：2013年8月2日、対埼玉西武ライオンズ11回戦（福岡ヤフオク!ドーム）、10回表に6番手で救援登板、2/3回を無失点
- 初先発：2013年9月19日、対東北楽天ゴールデンイーグルス23回戦（日本製紙クリネックススタジアム宮城）、5回2失点6奪三振、勝敗つかず[153]
- 初セーブ：2019年6月18日、対東京ヤクルトスワローズ1回戦（神宮球場）、9回裏に5番手で救援登板・完了、1/3回を無失点

節目の記録
- 100ホールド：2021年10月5日、対東北楽天ゴールデンイーグルス20回戦（福岡PayPayドーム）、6回表二死から4番手で救援登板、2/3回無失点 ※史上40人目[154]

### 代表歴
- 2019 WBSCプレミア12 日本代表